# John Hamilton Gray (1814–1889)
John Hamilton Gray (ur. 3 maja 1814, zm. 5 czerwca 1889) – kanadyjski polityk drugiej połowy XIX w., pochodzący z Nowego Brunszwiku. Był uczestnikiem konferencji w Charlottetown i w Québecu. Zaliczany jest do grona Ojców Konfederacji.
Rodzina Graya wywodziła się z Nowej Szkocji, lecz on sam urodził się na Bermudach. Studiował prawo na King’s College w Windsor na Nowej Szkocji. W 1837 rozpoczął praktykę adwokacką w Nowym Brunszwiku. W 1840 dołączył do prowincjonalnej milicji.
Gray włączył się do polityki w 1850, kiedy to został wybrany do Zgromadzenia Legislacyjnego. Dołączył do reformatorskiej opozycji, wkrótce stając się jednym z jej liderów. Gray był jednym z najwspanialszych mówców swych czasów. Swoimi płomiennymi przemówieniami zrobił takie wrażenie na gubernatorze Jamesie Bruce, iż ten zaproponował mu miejsce w kontrolowanej przez konserwatystów Radzie Królewskiej. Przystąpienie Graya do rady spowodowało uznanie go za zdrajcę w szeregach opozycji. Siłą rzeczy dołączył do konserwatystów, wraz z którymi już jako ich lider w 1854 zmuszony został do przejścia do opozycji. W 1856, gdy torysi powrócili do władzy, Gray został premierem. Już jednak rok później utracił władzę wraz z utratą większości w Zgromadzeniu. Podjął próby ponownego zbliżenia do liberałów, lecz jego oferta została odrzucona.
Gray został jednym z dwóch delegatów Nowego Brunszwiku na konferencję w Charlottetown i w Québecu. Jako że idea Konfederacji była bardzo niepopularna w Nowym Brunszwiku (podobnie jak i w Nowej Szkocji), Gray stracił zaufanie swych wyborców, a w konsekwencji i swój mandat w wyborach 1865 r. W pierwszych wyborach federalnych zdobył mandat do Parlamentu Kanady. Nie wziął udziału w kolejnych wyborach, lecz zaakceptował stanowisko przewodniczącego Sądu Najwyższego Kolumbii Brytyjskiej. Wsławił się wtedy obroną praw mniejszości chińskiej.